# 하마카나야역
하마카나야역(일본어: 浜金谷駅, はまかなやえき)은 일본 지바현 훗쓰시에 있는 동일본 여객철도의 철도역이다.
특급 《사자나미》의 일부가 정차한다.

## 역 구조
섬식 1면 2선의 지상역으로, 역사와 승강장 사이는 과선교로 이어져 있다. 기미쓰역이 관리하며, 역 업무는 JR 지바 철도 서비스가 대신 하고 있다. 오전 7시 5분부터 오후 5시 30분까지 초록 창구를 영업하고 있으며, 간이 개찰기에서 스이카 및 제휴 교통카드의 사용이 가능하다.

### 승강장
| 1 | ■ 우치보 선 | 기미쓰 · 기사라즈 · 고이 · 소가 · 지바 방면 |
| 2 | ■ 우치보 선 | 다테야마 · 지쿠라 · 아와카모가와 방면       |

## 역세권 정보
- 가나야 항 - 역에서 걸어서 7분.

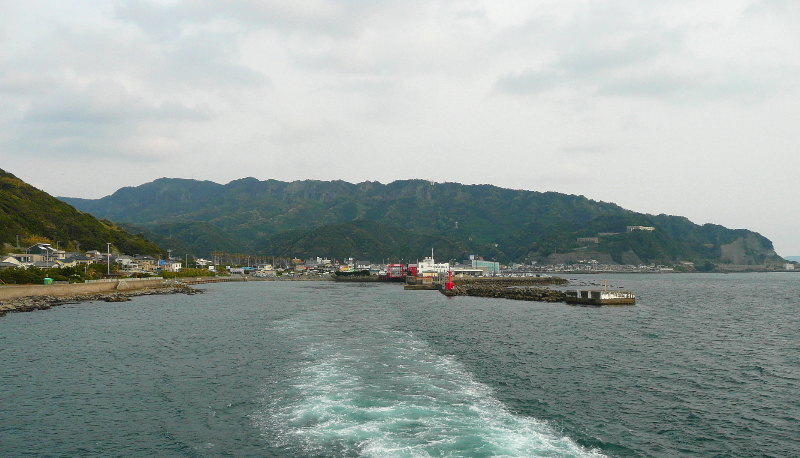
가나야 항 (2007년 4월).

  - 도쿄 만 페리로 구리하마 항까지 약 35분이 걸린다.
- 훗쓰시청 가나야 출장소
- 노코기리 산 로프웨이

## 역사
- 1916년 10월 11일 - 일본국유철도의 역으로 개업하였다.
- 1987년 4월 1일 - 민영화에 따라 동일본 여객철도의 소속이 되었다.
- 2009년 3월 14일 - 스이카의 사용이 가능해졌다.

## 인접역
| 동일본 여객철도 우치보 선 | 동일본 여객철도 우치보 선 | 동일본 여객철도 우치보 선 |
| ------------------------- | ------------------------- | ------------------------- |
| 다케오카 소가 방면        | ■ 우치보 선               | 호타 아와카모가와 방면    |